# Rio de San Basegio

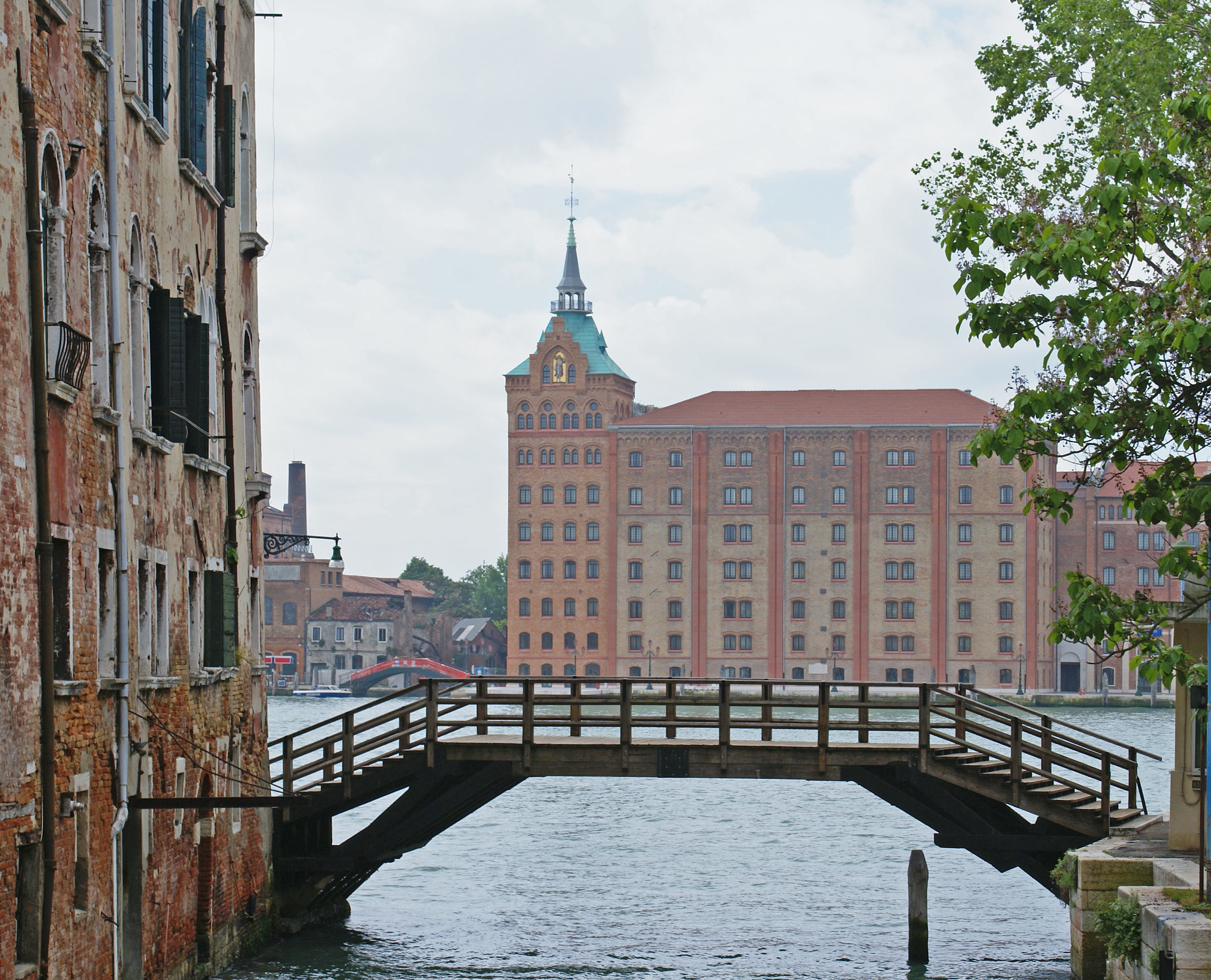
Ponte Molin la vărsarea rio de San Basegio în canalul Giudecca. Vizavi se observă Molino Stucky.

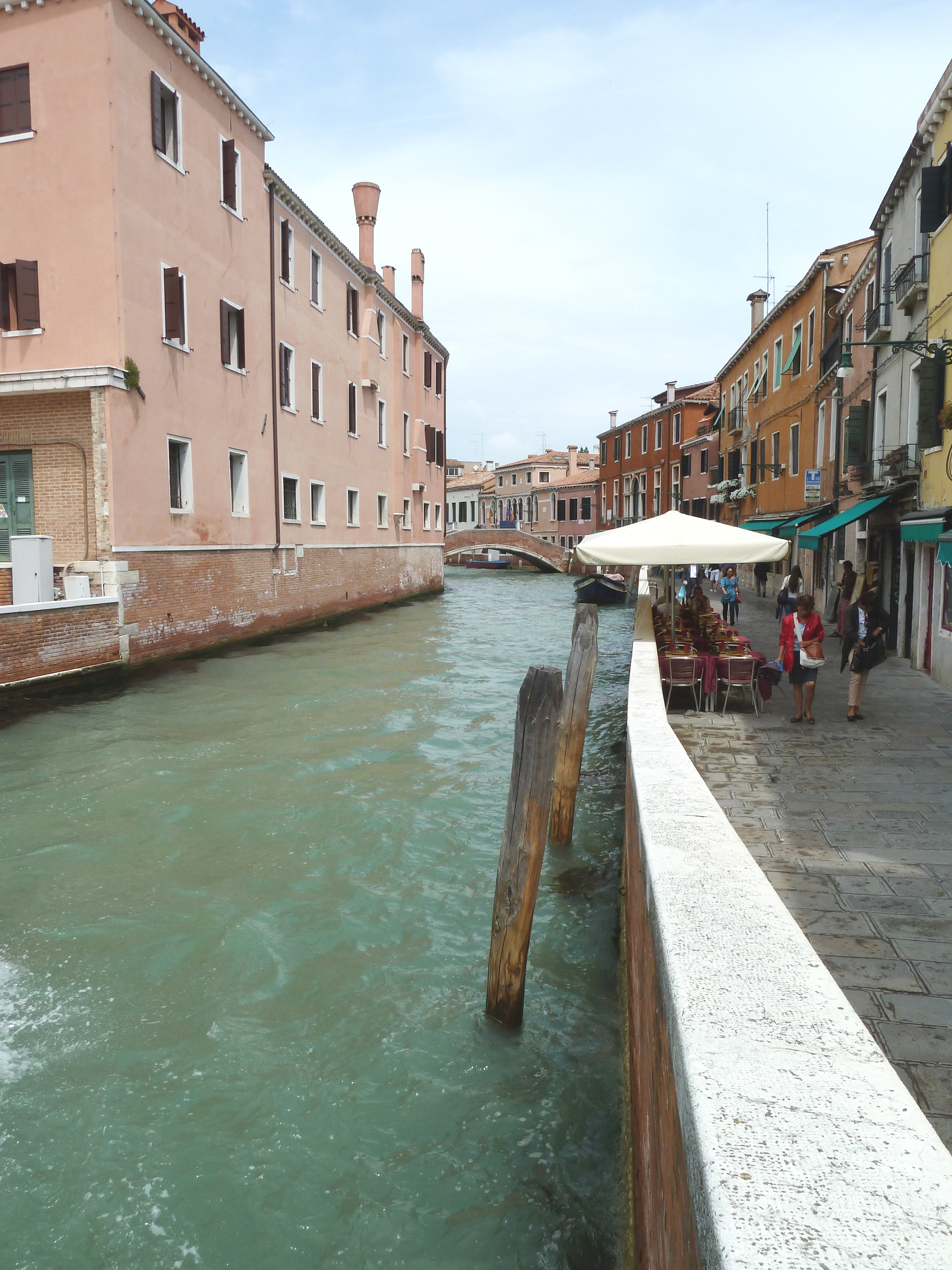
Rio de San Basegio

Rio di San Basegio (în venețiană de San Baxegio; canalul Sfântului Vasile) este un canal din Veneția în sestiere Dorsoduro. 

## Origine
Potrivit lui Sanudo, biserica parohială San Basegio (sau biserica San Basilio) a fost construită în anul 870 de către familia nobiliară Basegio, dar alte surse vorbesc de anii 905 sau 970, atribuind ctitorirea bisericii familiilor Molini sau Acotanto. Ea a fost renovată în 1105; un cutremur din 1347 i-a provocat prăbușirea și a fost apoi reconstruită (de patru ori). În 1808, ea a fost transformată într-un depozit și a fost închisă în 1810, fiind ulterior distrusă în 1824. Pe locul său se află acum o grădină.

## Descriere
Rio di San Basegio are o lungime de aproximativ 140 de metri. El prelungește rio de San Sebastian în direcția nord-sud și se varsă în Canalul Giudecca.

## Localizare
Pe malurile acestui canal se află:
- palatul Molin a San Basegio;
- campo San Basegio.

## Poduri
Canalul este traversat de mai multe poduri (de la sud la nord):

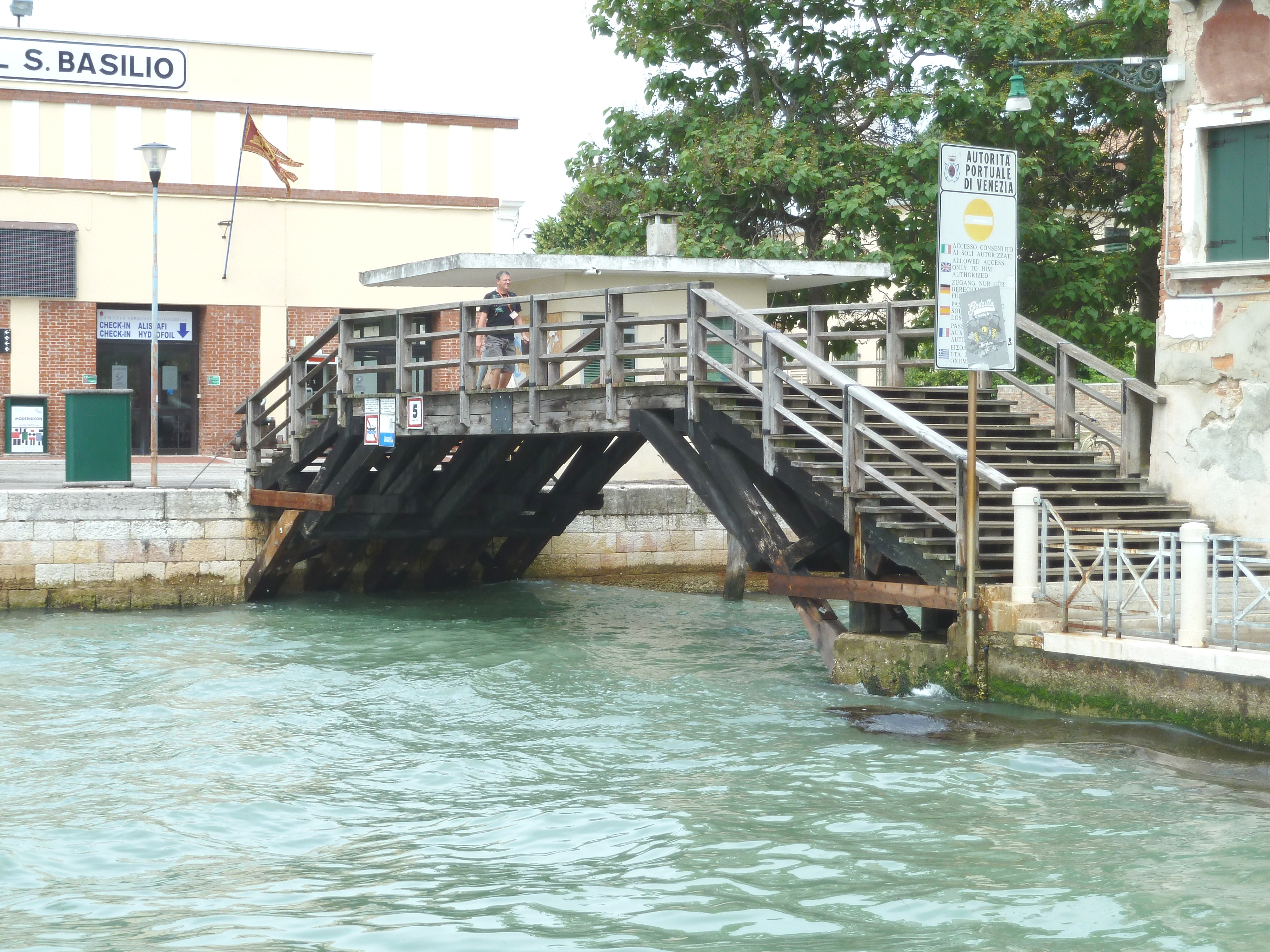
Ponte Molin care leagă Fondamenta Zattere al Ponte Longo de gara maritimă
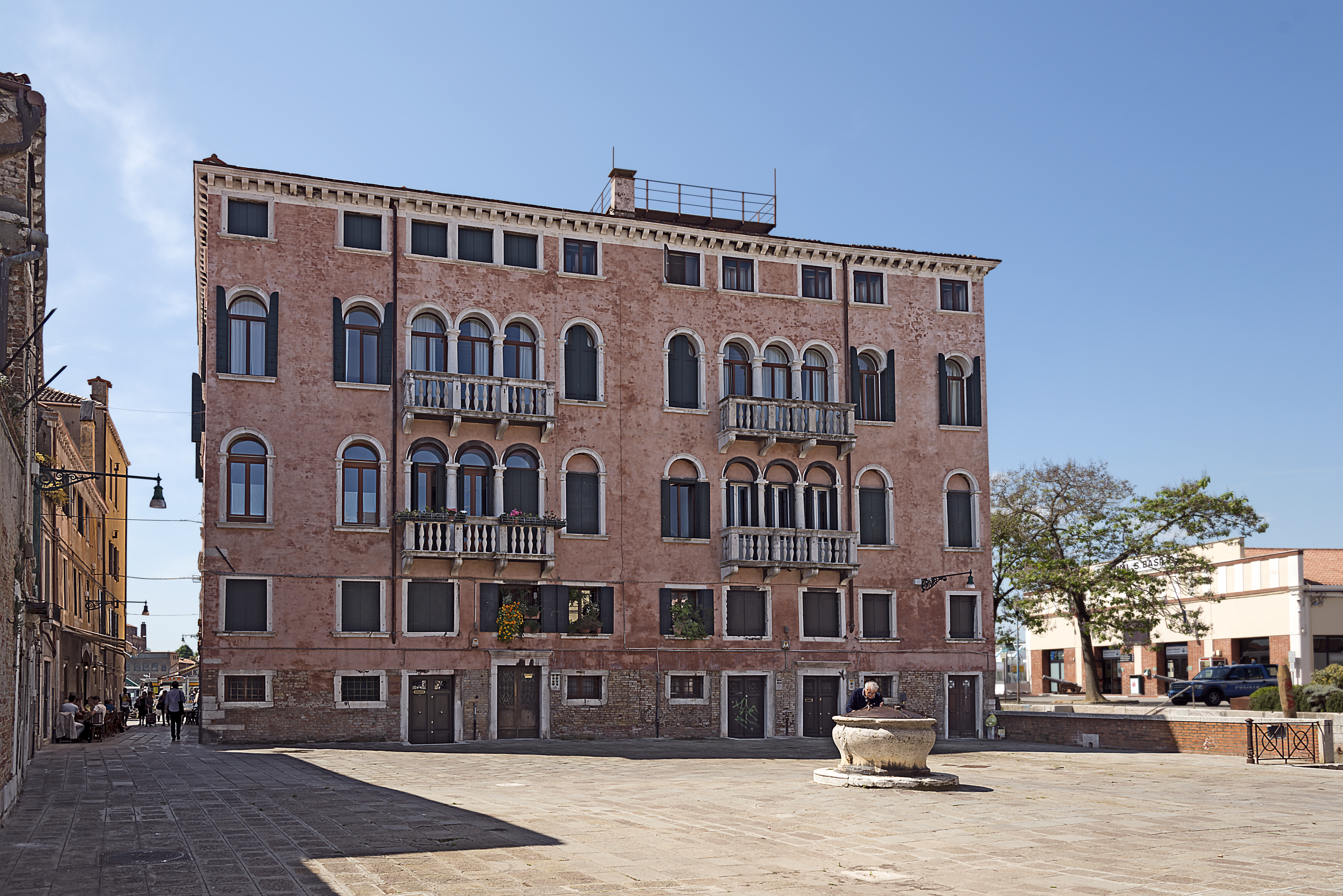
Campo San  Basegio; palatul Molin a San Basegio
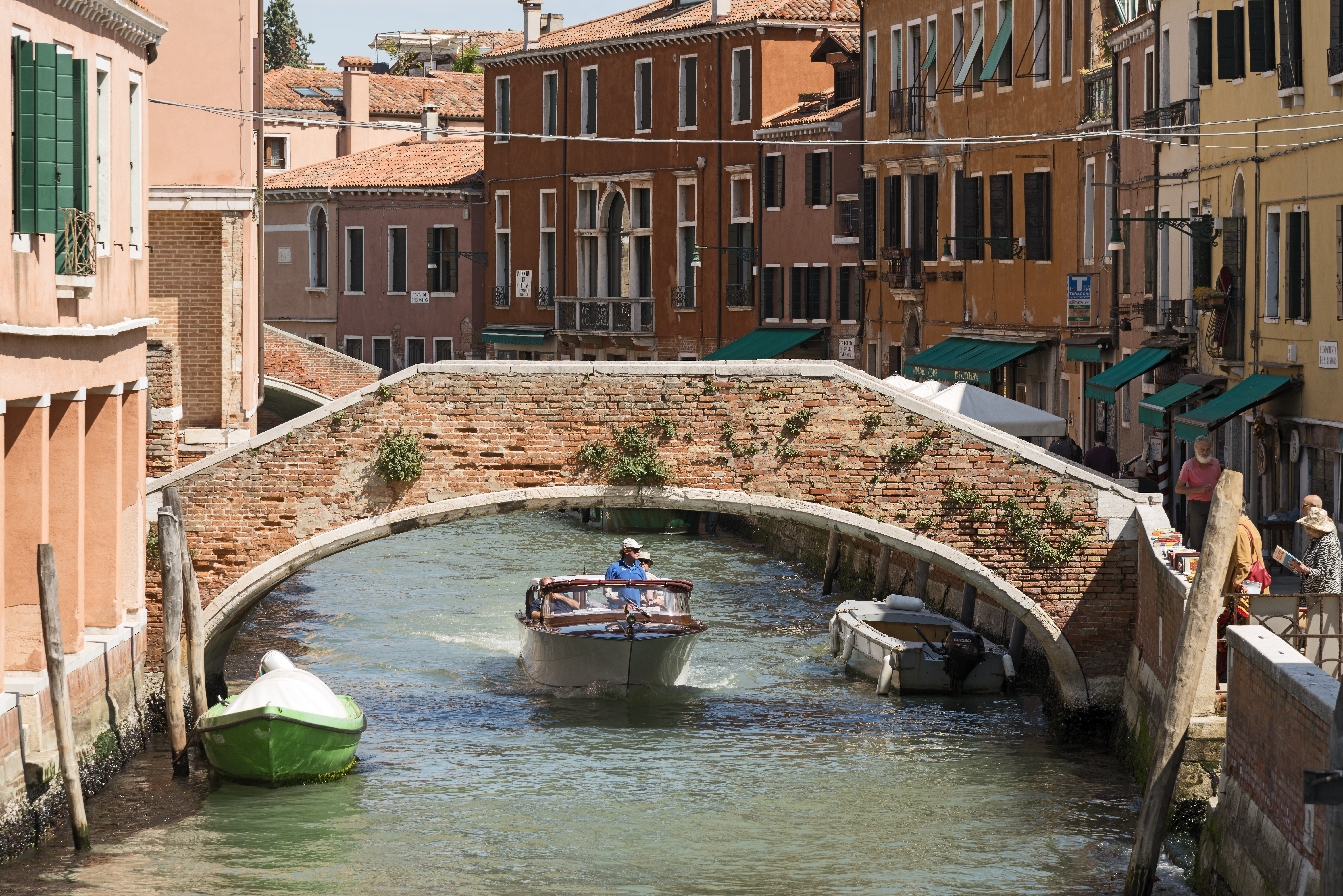
Ponte S.Basegio care leagă campo şi salizada omonime
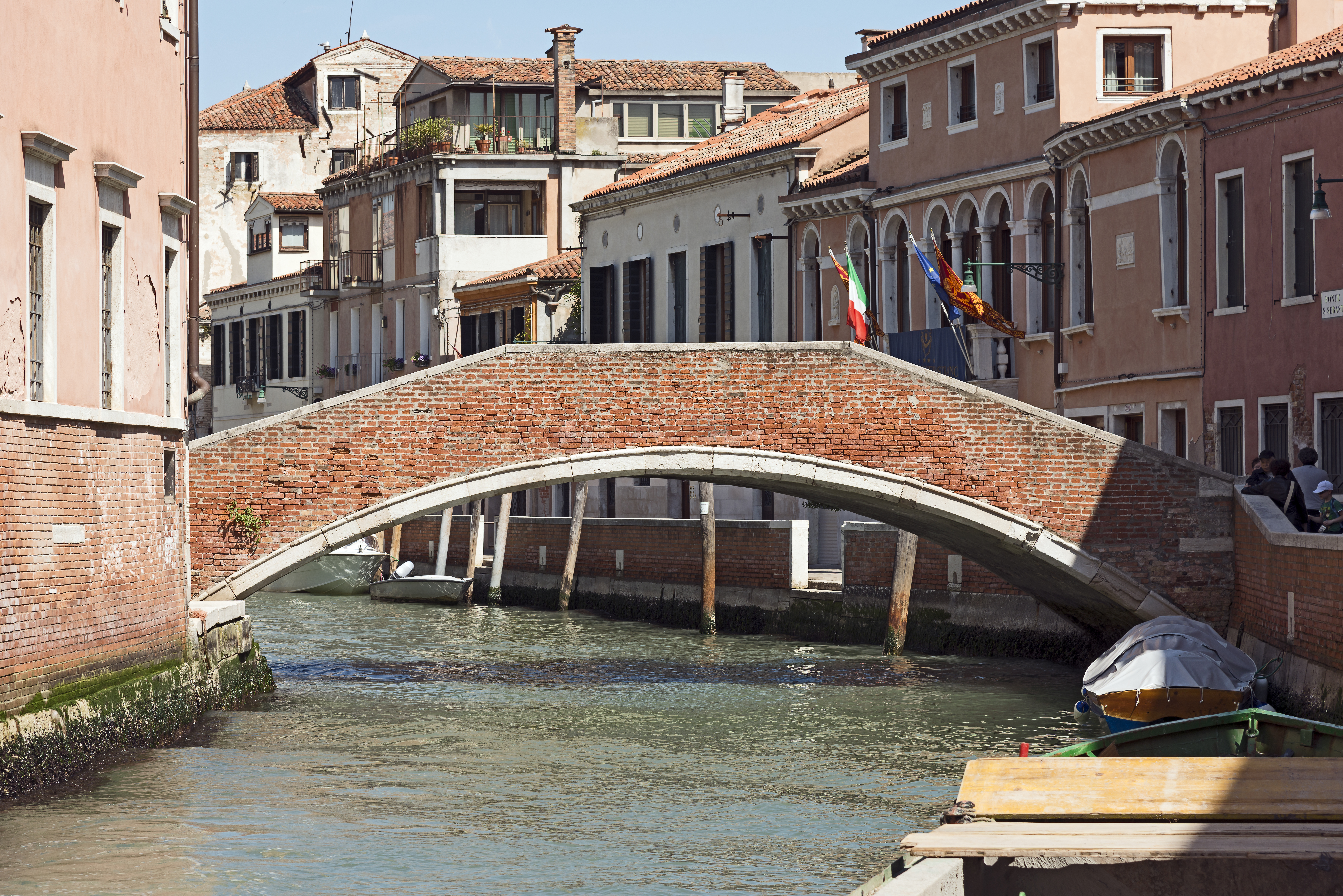
Ponte S.Sebastian care leagă biserica omonimă de Calle de l'Avogaria şi formează limită cu rio San Sebastian